# Elacatinus figaro
Espèce
Elacatinus figaro est une espèce de poissons de la famille des Gobiidae mesurant jusqu'à 3,4 cm (pour le mâle).

## Répartition et habitat
C'est un poisson récifal.
Il est originaire du Brésil, mais il est également présent en aquarium, tout comme les autres espèces du genre Elacatinus.